# Wheathampstead
Wheathampstead – wieś w dystrykcie St Albans w hrabstwie Hertfordshire w Anglii, położona na północ od miasta St Albans.
W roku 2001 populacja miejscowości liczyła 6058 mieszkańców, włączając w to kilka najbliższych osad.
Wieś była głównym ośrodkiem plemienia Catuvellauni. Po nieudanej próbie przeciwstawienia się Rzymianom Cassivellaunosa - wodza plemienia, gród ten upadł i po wyludnieniu jego funkcje przejął Verlamion - późniejsze oppidum rzymskie Verulamium, a dzisiejsze St Albans.